# 穆罕默德·曼苏尔·阿里
穆罕默德•曼苏尔•阿里 （1917年1月16日—1975年11月3日）是孟加拉人民共和国政治家，孟加拉国创建者谢赫·穆吉布·拉赫曼的密友。曼苏尔是孟加拉国人民联盟的高级领导人，在1975年担任孟加拉国总理。